# 임종은
임종은(林宗垠, 1990년 6월 18일 ~ )는 대한민국의 축구 선수로 포지션은 센터백이며 현재 K리그1 대전 하나 시티즌 소속이다.

## 클럽 경력
울산 현대의 유스 팀인 현대고등학교를 졸업하고 2009 드래프트를 통해 울산에 입단하였다. 데뷔 시즌 15경기에 출전하였으나 이후 주전 경쟁에서 밀려 경기 출전에 어려움을 겼었다. 2009년 4월 26일 K리그 데뷔전을 치렀다. 신인으로서는 성공적인 첫 해를 보냈으나 2010년, 2011년 두 시즌은 무릎 부상으로 인해 출전하지 못하였다. 그리고 2012년 시즌 성남 일화 천마으로 이적하여 30여 경기를 출장하였고 다음해(2013), 전남 드래곤즈로 이적하였다. 2016 시즌을 앞두고, 전북 현대 모터스로 이적하였다.
5월 4일 AFC 챔피언스 리그 조별예선 최종전에서 중국팀인 장쑤 쑤닝와의 경기에서 동점골을 기록하여 전북의 16강 진출을 확정지었다.
2017 시즌 종료 후, 전북과 계약기간이 끝나 FA로 풀린 임종은은 2018년 1월 3일 친정팀인 울산 현대로 이적하였다. 11월 4일 현대가 더비 이후 부상을 입어 시즌 아웃됐고, 부상이 생각보다 심각해 수술대에 올랐고, 2019년 상반기는 재활로 인해 통째로 날리게 됐다.
2019 시즌 중 사회복무요원으로 대체 군 복무하기 위해 울산을 떠나 K3 리그 포천 시민축구단에 입단했다.
2021년 4월 9일에 대체 복무를 마쳤으며, 13일에 울산 복귀 오피셜이 떴다. 등번호는 2009년에 울산에서 데뷔할 때 썼던 36번을 달았다. 2024년 11월 30일 코리아컵 결승전에서 윤평국과의 충돌로 갈비뼈 골절이라는 장기부상을 당하였다.
시즌 끝난후, 울산과 계약이 끝난 임종은은 대전 하나 시티즌으로 이적하였다.

## 수상

### 팀
- AFC 챔피언스 리그 우승: 2016
- K리그1 우승: 2017, 2022, 2023, 2024